# 頭金
頭金（あたまきん）とは、分割払いなどで最初に支払うある程度のまとまった金銭。一般では消費者が住宅や自動車などの高額な購入をする際に、ローンでの支払いを選択した場合に最初に支払うこととなるまとまった額の金銭。

## 携帯電話
日本の携帯電話販売店では携帯電話会社（キャリア）での販売価格そのままで端末を仕入れており、2006年頃から「頭金」の名目で販売手数料が設定される様になった。このため、機器を一括購入する際にも本体価格と別に「頭金」を請求される場合がある。